# سیارک ۶۰۱۸۳
سیارک ۶۰۱۸۳ (به انگلیسی: 60183 Falcone، نامگذاری:1999VR11)۶۰۱۸۳مین سیارک کشف شده‌است که در ۰۵ نوامبر ۱۹۹۹ کشف شد.